# Ансар-халифе Карадаглу
Ансар-халифе Карадаглу (1523, Ахар — 30 августа 1583, Ширван) — бейлербей Ширванского беглербегства, полководец, возглавил борьбу против вторжения турок и узбеков.

## Биография
Ансар-халифе Карадаглу родился в 1523 году в Карадаге, в городе Ахар в семье карадаглинского хана Гасан-бека. Он из родом из туркоманского кочевого племени карадаглу, из клана Софулу. В юности успел отличиться в войнах с узбеками Шейбанидами и Османами.
Летом 1552 году по приказу шаха Тахмасиба было объявлено о сборе войска, разделённого на 4 части и двинутого в четырёх направлениях. в Эрджиш и Баргири — Халифе Ансар Карадаглы.
Как сообщает Шараф-хан Бидлиси, в 979 г. х. (1571—1572) из крепости Кахкаха пропали слитки золота и серебра. Комендант крепости Хабиб-бек Устаджлу обвинил принца в краже исчезнувших слитков. Исмаил же обвинил в этом дочь Хабиб-бека. Для расследования дела на месте шах послал в крепость группу казылбашских эмиров. Хусейнкули-халифе Румлу и Вели-халифе Шамлу правитель Кума высказались за принца. А между тем представитель племени Устаджлу Пире Мухаммед-хан и правитель Карадага Халифе Ансар взяли сторону Хабиб-бека, поддержав его обвинения. Возвратившись в Казвин, они в присутствии шаха обрушились друг на друга. «И с того дня, — пишет Шереф-хан, — вспыхнула вражда в среде казылбашских племен».
Первым делом Тахмасиб позаботился об охране жизни своего сына (Исмаил-мирза) в Кахкаха. Дело в том, что шах опасался того, что Фаррухзад-бек эшикагасибаши — предводитель (ришсефид) племени карадаглы, ярый приверженец Хейдар-мирзы и родственник коменданта крепости Кахкаха Халифе Ансара из того же племени — может через него организовать убийство беспомощного Исмаила. Для предупреждения этого Тахмасиб выслал в Кахкаха группу курчиев из племени афшар. Эта мера шаха придала силы сторонникам Исмаила.
Что касается Исмаила, они рассчитывали, что он находится под надёжной охраной их сторонника Халифе Ансара Карадаглы и после восшествия на престол Хейдара с ним поступят согласно указаниям нового шаха. Некоторые из них предупреждали, что в случае прорыва во дворец, курчии могут покончить с царевичем прежде, чем его сторонники сумеют прийти к нему на помощь. Они часто меняли свое решение и, наконец, пришли к тому, что так как в эту ночь охрана дворца должна была перейти к курчиям из племени устаджлу, то надо ждать до вечера. Аллахкули Айджек-оглы предложил вместо того, чтобы идти во дворец, тайно проникнуть в дом Хусейнкули-хулафа и, пока там не собрались все сторонники Исмаила, убить его и рассеять его группу. Как только весть об этом достигнет дворца, убеждал он, объятые страхом защитники дворца снимут охрану ворот и перейдут на нашу сторону. По мнению Искендера Мунши, это было наиболее здравое решение, но оно не было принято.
Восшествие Исмаила II на трон. В это время, когда происходили описанные события, принц Исмаил находился в крепости Кахкаха, под охраной семи курчиев, посланных Тахмасибом. Когда до него дошло известие о смерти отца и убийстве царевича Хейдара, Халифе Ансар Карадаглы, комендант крепости был на охоте. Исмаил не доверял Халифе Ансару, считая его сторонником Хейдара. Помимо того, он подозрительно относился к вестям из Казвина, полагая, что все это ловко придуманная против него ловушка. На всякий случай он принял меры для обеспечения своей безопасности. Люди Халифе Ансара, сторожившие крепость, были обманным путем схвачены и обезврежены им с помощью курчиев. Все входы и выходы из крепости были ими забаррикадированы на случай возможного нападения. Халифе Ансар, получив весть о победе приверженцев Исмаила в столице, возвратился в крепость. Несмотря на неоднократно выраженные им заверения в подчинении, Исмаил не пустил его в крепость. Лишь через 3 дня, когда к подножью крепости привалили толпы народа из южной части Азербайджана и представители столичной знати, ворота крепости настежь распахнулись.
В том же 1581 году Пейкер-хан скончался и на его место правителем в Ширван был назначен Халифе Ансар Карадаглы. Однако, указывает Искендер Мунши, последний также не добился успеха в Ширване. После смерти Халифе Ансара, возвращения шаха из Карабаха в Ирак и похода в Хорасан, которые имели место в следующем 1582 году, «никто другой, из кызылбашских эмиров не смог остаться в Ширване». Благодаря этому, Осман-паша снова прибыл из Дербента в Шемаху, восстановив власть турок в Ширване.
До 1583 года он был правителем Ширванское беглербегства.

## Смерть
Ансар-халифе Карадаглу скончался в 1583 году. Официальный правителем Карадага был объявлен его сын Шахверди-хан Карадаглу.

### Семья и потомки
Во второй половине XVI века представитель этой семьи Халифэй-и Ансар, хаким Караджадага и одно время беглербег Ширвана, играл видную роль при дворе шаха Тахмаспа I. Один из сыновей Халифэй-и Ансара, Сохраб-бек, был жестоким усмирителем восстания ремесленников и городской бедноты в Тебризе в 1573 г. Другой сын Халифэй-и Ансара Шахверди-хан, хаким Караджадага, при завоевании Азербайджана турками (1588), перешёл на их сторону, изменив шаху. За это он и ряд членов его семьи, после нового завоевания Азербайджана кызылбашами в 1603 году, были казнены.